# Fons (Gard)
 Fons  es una población y comuna francesa, situada en la región de Languedoc-Rosellón, departamento de Gard, en el distrito de Nimes y cantón de Saint-Mamert-du-Gard.

## Demografía
| 384 | 404 | 404 | 524 | 591 | 741 |
| Para los censos de 1962 a 1999 la población legal corresponde a la población sin duplicidades (Fuente: INSEE [Consultar]) |     |     |     |     |     |